# Vin Baker
Vincent Lamont Baker (ur. 23 listopada 1971 w Lake Wales, Floryda) – były amerykański koszykarz grający w NBA na pozycjach silnego skrzydłowego lub środkowego, złoty medalista olimpijski z Sydney, obecnie asystent trenera w zespole Milwaukee Bucks.
Dorastał w Old Saybrook, Connecticut. Na college poszedł do University of Hartford. Został wybrany w drafcie 1993 z numerem 8. przez Milwaukee Bucks.

## Kariera
Większość swojej kariery spędził w Milwaukee Bucks (4 sezony) i Seattle SuperSonics (5 sezonów). Odnosił wtedy znaczące sukcesy, był wybierany do drugich i trzecich składów All-NBA Team, czterokrotnie z rzędu wystąpił w  Meczach Gwiazd. W najlepszych latach notował ponad 21 pkt i ponad 10 zbiórek na mecz, spędzając na boisku ponad 40 min. Jego rekord strzelecki to 41 punktów, zdobyte dwukrotnie w karierze. Ma na swym koncie także jedno triple double.
Po przerwie spowodowanej lokautem w 1999 r. poważnie przytył i wpadł w problemy alkoholowe. Został za to najpierw zawieszony, a potem zwolniony przez swój trzeci klub, Boston Celtics. Potem podpisał kontrakt z New York Knicks, gdzie rozegrał 2 sezony. Końcówka kariery to coraz krótsze kontrakty, z Houston Rockets (3 spotkania) i Los Angeles Clippers (8 spotkań) i w końcu Minnesota Timberwolves, gdzie nie rozegrał ani jednego meczu.

## Osiągnięcia
Na podstawie, o ile nie zaznaczono inaczej.
NCAA
- Uczelniany Koszykarz Roku Konferencji America East NCAA (1993)[2]

NBA
- Zaliczony do:
  - I składu debiutantów NBA (1994)[3]
  - II składu NBA (1998)
  - III składu NBA (1997)
- Uczestnik NBA All-Star Game (1995–1998)
- Debiutant miesiąca NBA (luty 1994)
- Lider sezonu regularnego NBA w minutach spędzonych na parkiecie (1995)

Reprezentacja
- Mistrz:
  - olimpijski (2000)[4]
  - Ameryki (1999)[5]
  - świata U–19 (1991)[6]

Trenerskie
- Mistrzostwo NBA (2021 jako asystent trenera)

## Statystyki w NBA
Na podstawie.

### Sezon regularny
| Sezon   | Drużyna       | M   | S5  | MPG  | FG%   | 3P%   | FT%   | RPG  | APG | SPG | BPG | PPG  |
| ------- | ------------- | --- | --- | ---- | ----- | ----- | ----- | ---- | --- | --- | --- | ---- |
| 1993/94 | Milwaukee     | 82  | 63  | 31,2 | 50,1% | 20,0% | 56,9% | 7,6  | 2,0 | 0,7 | 1,4 | 13,5 |
| 1994/95 | Milwaukee     | 82  | 82  | 41,0 | 48,3% | 29,2% | 59,3% | 10,3 | 3,6 | 1,0 | 1,4 | 17,7 |
| 1995/96 | Milwaukee     | 82  | 82  | 40,5 | 48,9% | 20,8% | 67,0% | 9,9  | 2,6 | 0,8 | 1,1 | 21,1 |
| 1996/97 | Milwaukee     | 78  | 78  | 40,5 | 50,5% | 27,8% | 68,7% | 10,3 | 2,7 | 1,0 | 1,4 | 21,0 |
| 1997/98 | Seattle       | 82  | 82  | 35,9 | 54,2% | 14,3% | 59,1% | 8,0  | 1,9 | 1,1 | 1,0 | 19,2 |
| 1998/99 | Seattle       | 34  | 31  | 34,2 | 45,3% | 0,0%  | 45,0% | 6,2  | 1,6 | 0,9 | 1,0 | 13,8 |
| 1999/00 | Seattle       | 79  | 75  | 36,1 | 45,5% | 25,0% | 68,2% | 7,7  | 1,9 | 0,6 | 0,8 | 16,6 |
| 2000/01 | Seattle       | 76  | 27  | 28,0 | 42,2% | 6,3%  | 72,3% | 5,7  | 1,2 | 0,5 | 1,0 | 12,2 |
| 2001/02 | Seattle       | 55  | 41  | 31,1 | 48,5% | 12,5% | 63,3% | 6,4  | 1,3 | 0,4 | 0,7 | 14,1 |
| 2002/03 | Boston        | 52  | 9   | 18,1 | 47,8% | 0,0%  | 67,3% | 3,8  | 0,6 | 0,4 | 0,6 | 5,2  |
| 2003/04 | Boston        | 37  | 33  | 27,0 | 50,5% | 0,0%  | 73,2% | 5,7  | 1,5 | 0,6 | 0,6 | 11,3 |
| 2003/04 | New York      | 17  | 0   | 18,4 | 40,4% | 50,0% | 71,1% | 4,1  | 0,7 | 0,4 | 0,5 | 6,6  |
| 2004/05 | New York      | 24  | 0   | 8,0  | 34,2% | 0,0%  | 46,7% | 1,5  | 0,4 | 0,1 | 0,2 | 1,4  |
| 2004/05 | Houston       | 3   | 0   | 4,3  | 0,0%  | –     | 100%  | 0,7  | 0,3 | 0,0 | 0,0 | 0,7  |
| 2005/06 | L.A. Clippers | 8   | 1   | 10,6 | 46,7% | –     | 72,2% | 2,4  | 0,5 | 0,5 | 0,5 | 3,4  |
| Razem   |               | 791 | 604 | 32,5 | 48,5% | 21,5% | 63,8% | 7,4  | 1,9 | 0,7 | 1,0 | 15,0 |

### Play-offy
| Sezon | Drużyna  | M  | S5 | MPG  | FG%   | 3P%   | FT%   | RPG | APG | SPG | BPG | PPG  |
| ----- | -------- | -- | -- | ---- | ----- | ----- | ----- | --- | --- | --- | --- | ---- |
| 1998  | Seattle  | 10 | 10 | 37,1 | 53,0% | –     | 42,1% | 9,4 | 1,8 | 1,8 | 1,5 | 15,8 |
| 2000  | Seattle  | 5  | 4  | 35,4 | 40,0% | 0,0%  | 58,8% | 7,6 | 2,0 | 1,0 | 0,4 | 14,0 |
| 2002  | Seattle  | 5  | 4  | 28,8 | 50,0% | 100%  | 77,8% | 5,0 | 0,8 | 0,6 | 1,2 | 13,2 |
| 2004  | New York | 4  | 0  | 14,3 | 57,1% | –     | 66,7% | 3,0 | 0,3 | 0,8 | 0,5 | 5,5  |
| Razem |          | 24 | 18 | 31,2 | 49,1% | 50,0% | 53,4% | 7,0 | 1,4 | 1,2 | 1,0 | 13,2 |